# La Paz Valley (Arizona)
La Paz Valley es un lugar designado por el censo ubicado en el condado de La Paz en el estado estadounidense de Arizona. En el Censo de 2010 tenía una población de 699 habitantes y una densidad poblacional de 9,2 personas por km².

## Geografía
La Paz Valley se encuentra ubicado en las coordenadas 33°33′24″N 114°14′36″O / 33.55667, -114.24333. Según la Oficina del Censo de los Estados Unidos, La Paz Valley tiene una superficie total de 75.96 km², de la cual 75.96 km² corresponden a tierra firme y (0%) 0 km² es agua.

## Demografía
Según el censo de 2010, había 699 personas residiendo en La Paz Valley. La densidad de población era de 9,2 hab./km². De los 699 habitantes, La Paz Valley estaba compuesto por el 92.56% blancos, el 0.43% eran afroamericanos, el 1% eran amerindios, el 0.29% eran asiáticos, el 0% eran isleños del Pacífico, el 3.86% eran de otras razas y el 1.86% pertenecían a dos o más razas. Del total de la población el 6.01% eran hispanos o latinos de cualquier raza.